# Tanrake
Tanrake, Manutalake – Meang – miejscowość w Tuvalu; na atolu Nui; na wyspie Fenua Tapu.
Osada ma powierzchnię 0,24 km². W 2001 roku zamieszkiwało ją 242 osób, a w 2012 – 221.